# Miosotis Rivas Peña
Miosotis Rivas Peña (Montecristi, 23 de junio de 1972) es una economista, catedrática, investigadora, negociadora internacional y activista feminista dominicana. Ha ocupado cargos en diversas organizaciones supranacionales, entre otros ONU Mujeres e instancias del SICA, dirigidos al desarrollo humano y sostenible y la igualdad de género, especialmente en América. Es directora general de la Oficina Nacional de Estadística de República Dominicana.

## Biografía
Nació en Montecristi, en República Dominicana, el 23 de junio de 1972. Hija de Héctor Vidal Rivas Taveras un empleado privado y de Rosa Argentina Peña una educadora, ambos oriundos de Montecristi. Realizó sus estudios primarios en la escuela primaria José Gabriel García en el municipio de Pepillo Salcedo. En 1983 su familia emigró a la ciudad de Santo Domingo finalizando sus estudios de bachillerato en el colegio Claret, donde se graduó en 1989. Obtuvo su licenciatura en economía de Instituto Tecnológico de Santo Domingo (INTEC). Es Máster en Política Económica por la Universidad Nacional de Costa Rica (1995-1997), magíster en Desarrollo Humano de la Universidad de los Andes-PNUD de Colombia (2003) y máster en Género y Desarrollo también del INTEC (2003-2005/2015).

## Trayectoria profesional
Desde el año 2000 asumió la dirección ejecutiva del Centro de Investigación Económica del Caribe en la República Dominicana. Durante el mismo periodo, de 2000 a 2003, coordinó el programa HUMANISIS en el Instituto Tecnológico de Santo Domingo (INTEC), dedicado a promover el desarrollo humano y sostenible.
En el 2006, se convirtió en la Directora de Estudios y Estrategia de la Comisión Nacional de Negociaciones Comerciales del Ministerio de Relaciones Exteriores de la República Dominicana, entre 2003 y 2007. A continuación entró a formar parte del Sistema de la Integración Centroamericana (SICA), con sede en El Salvador, específicamente en la Secretaría Técnica de la Mujer para el Consejo de Ministras de la Mujer de Centroamérica COMMCA, entre 2007 y 2014.
En mayo de 2014 ingresó como Asesora Nacional de Género de la Entidad de las Naciones Unidas para la Igualdad de Género y Empoderamiento de las Mujeres (ONU Mujeres) en Santo Domingo, República Dominicana. En noviembre de 2015 asumió la coordinación del Programa Nacional de ONU Mujeres en el país, cargo que desempeñó hasta finales de 2017.
En agosto de 2017 fue elegida, por consenso, como Directora Ejecutiva del Centro Regional para la Promoción de la Micro, Pequeña y Mediana Empresa (CENPROMYPE) en el marco del Sistema de la Integración Centroamericana, con sede en El Salvador, incorporándose activamente en octubre de 2017.
En el año 2019, fue candidata del gobierno de República Dominicana a la Secretaría ejecutiva de la Comisión Interamericana de Mujeres de la Organización de los Estados Americanos (OEA), cargo que terminó ocupando la costarricense Alejandra Mora Mora.
En 2020 asume como directora general de la Oficina Nacional de Estadística de República Dominicana, nombrada por el presidente Luis Abinader.
Bajo su liderazgo la República Dominicana fue elegida, recientemente, como Presidenta del Comité Ejecutivo de la Conferencia de Estadística de las Américas (CEA).Miosotis Rivas Peña, en su calidad de directora general de la Oficina Nacional de Estadísticas de la República Dominicana (ONE), asumirá el cargo. 